# Tol Galen
Tol Galen is een verzonnen plaats uit De Silmarillion van J.R.R. Tolkien.
Tol Galen was een groen eiland dat tussen de twee armen van de rivier de Adurant in het zuiden van Ossiriand lag. Het was de plaats waar Beren en Lúthien hun sterfelijke leven leden. Samen met de rest van Beleriand werd het eiland verzwolgen door de zee na de Oorlog van Gramschap.